# (1167) Dubiago
(1167) Dubiago es un asteroide perteneciente al cinturón exterior de asteroides descubierto el 3 de agosto de 1930 por Evgueni Fiodórovich Skvortsov desde el observatorio de Simeiz en Crimea.
Está nombrado en honor de Aleksandr Dmítrovich Dubiago (1903-1959), astrónomo ruso.